# Mayne Island
Mayne Island, lokalni naziv za skupinu pravih Songish Indijanaca, porodica salishan, s jugoistočnog Vancouvera u kanadskoj provinciji Britanska Kolumbija. Populacija im je 1904. iznosila 28.